# Măneciu-Pământeni, Prahova
Măneciu-Pământeni este un sat în comuna Măneciu din județul Prahova, Muntenia, România.
Așezarea este atestată documentar în 1429.

## Istoric
În evul mediu a făcut parte din județul Săcuieni. Localitatea apare menționată în cadrul Săcuienilor pe harta Țării Românești întocmită de stolnicul Constantin Cantacuzino în anul 1700.
Dintre satele comunei este cel mai vechi, înființat fiind în 1632 de postelnicul Mănică, stabilit în zonă. La sfârșitul secolului al XIX-lea, el constituia o comună care avea 1777 de locuitori, în 1882, o școală înființată în 1889 în care învățău 30 de elevi (din care 2 fete), 2 mori, 2 pive, un fierăstrău și o biserică ortodoxă datând din 1841. Comuna a fost desființată în 1968 și comasată  cu comuna Măneciu-Ungureni.
În 2011, satul avea o populație de 3862 de locuitori.